# 上信自動車道

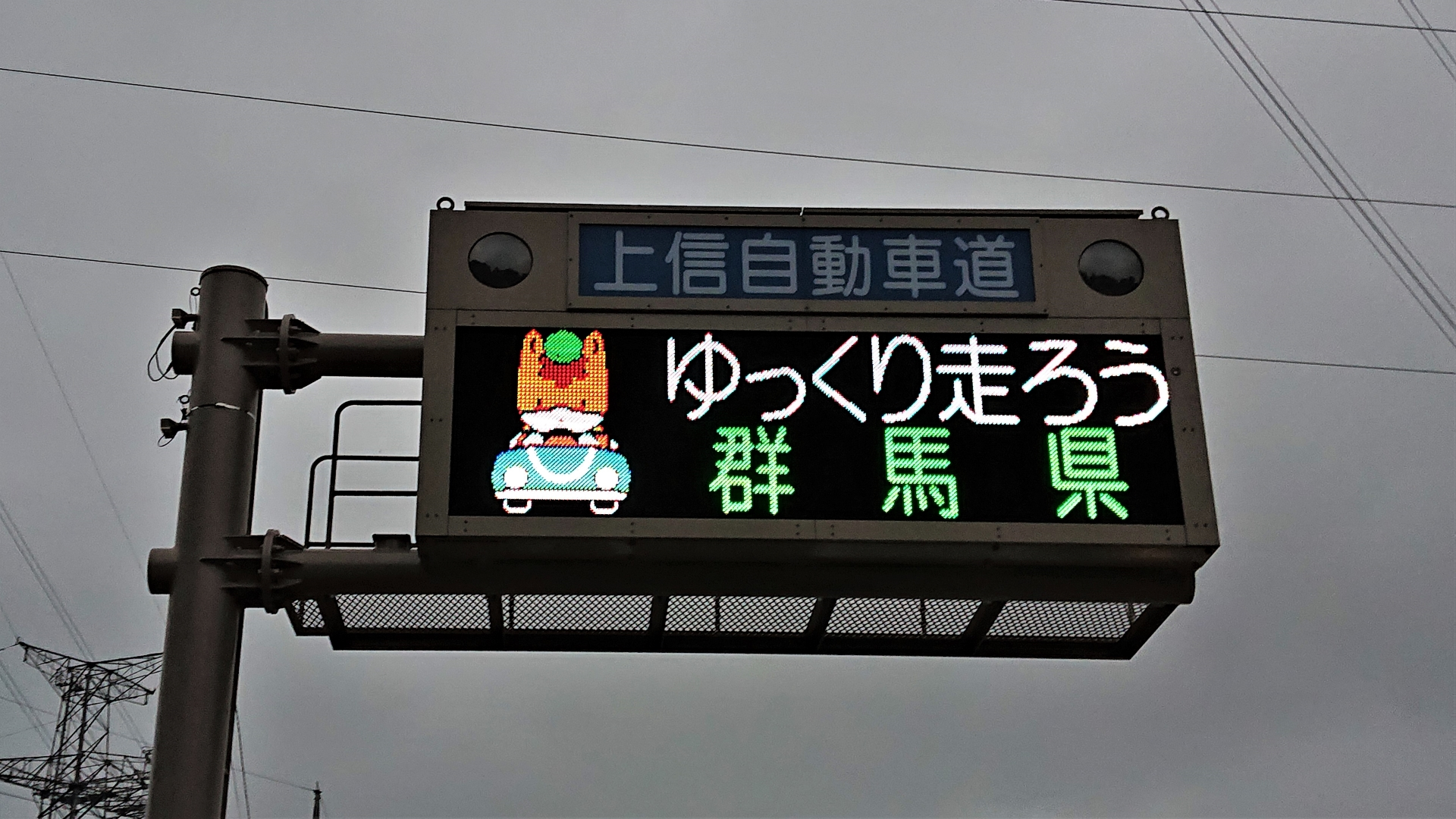
上信自動車道の道路情報板

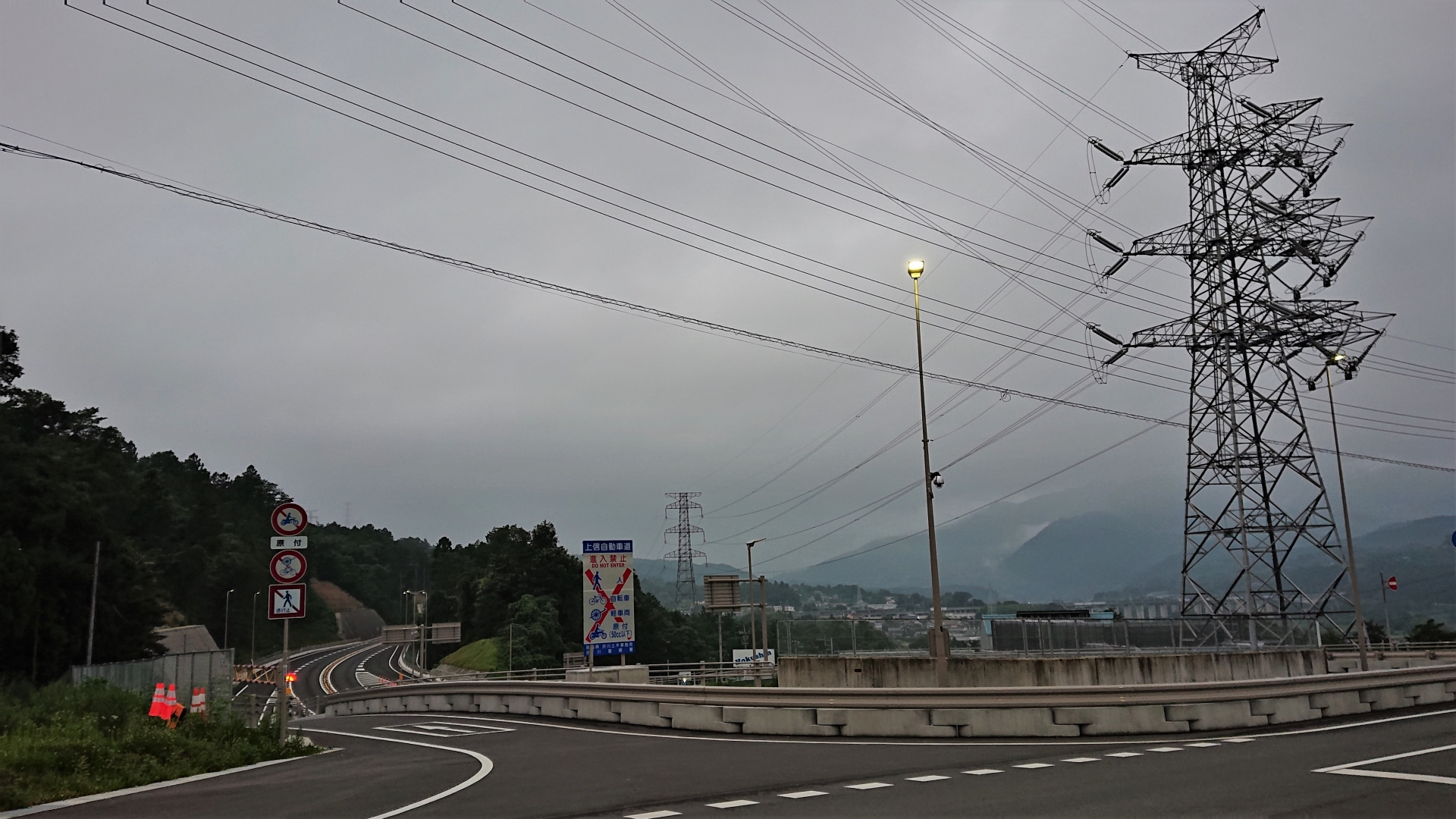
川島・高山インターの八ッ場・草津方面のインランプ

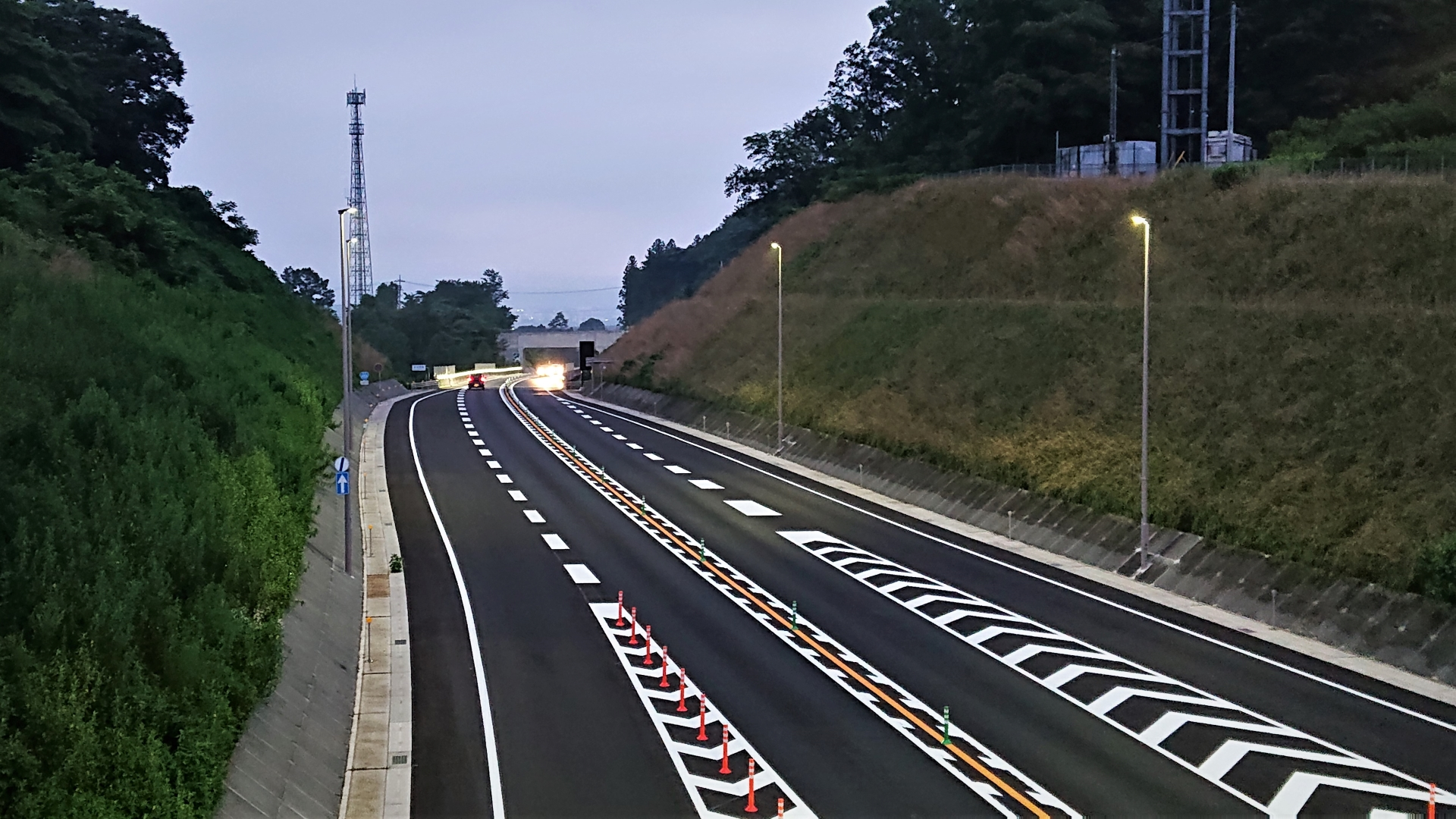
上信自動車道金井・伊香保方面本線

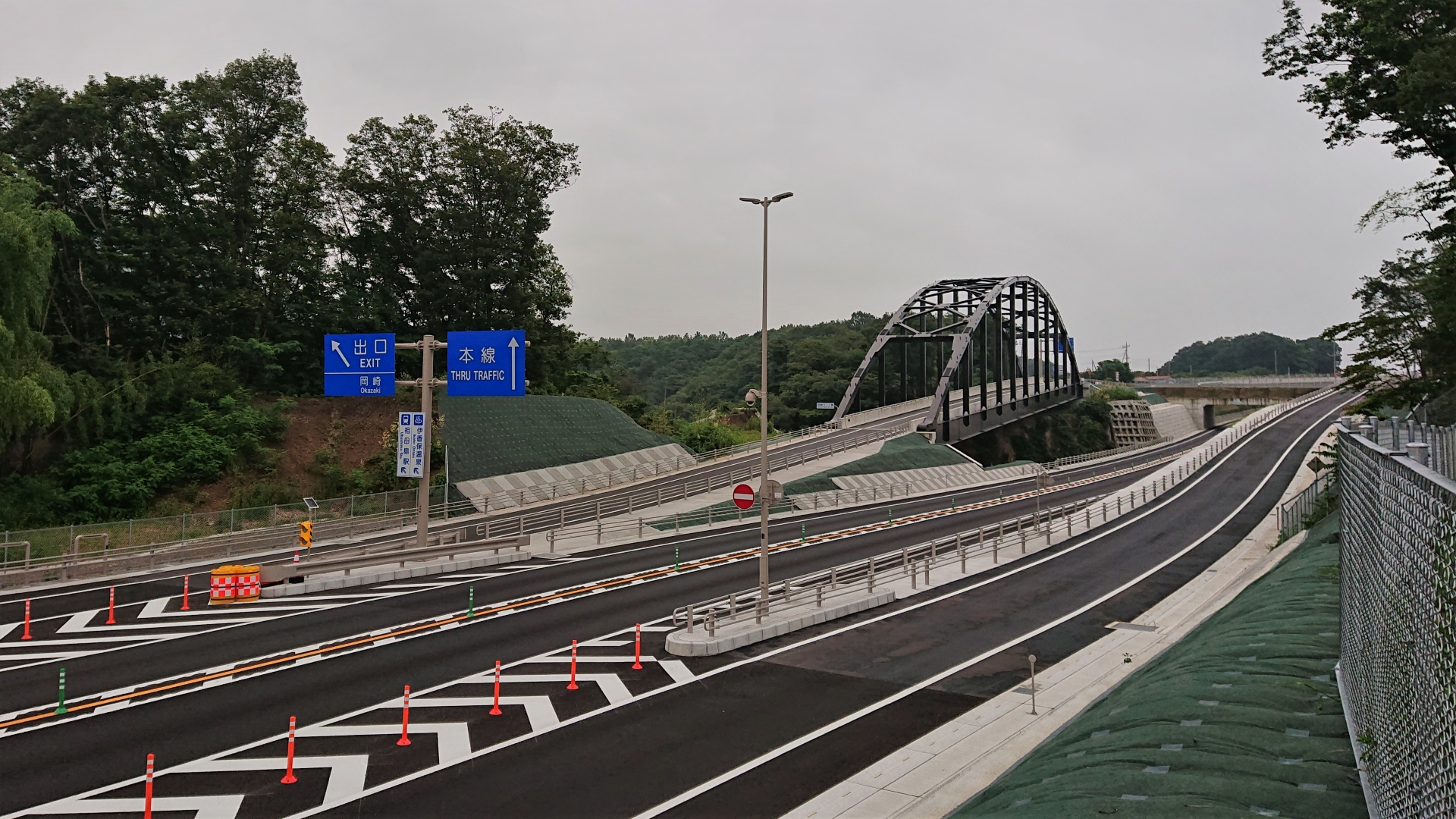
岡崎インター付近の本線部

上信自動車道（じょうしんじどうしゃどう）は、群馬県渋川市から長野県東御市へ至る、延長約80 kmの地域高規格道路である。1994年（平成6年）12月16日に計画路線に指定された。略称は上信道（じょうしんどう）。

## 構成する道路

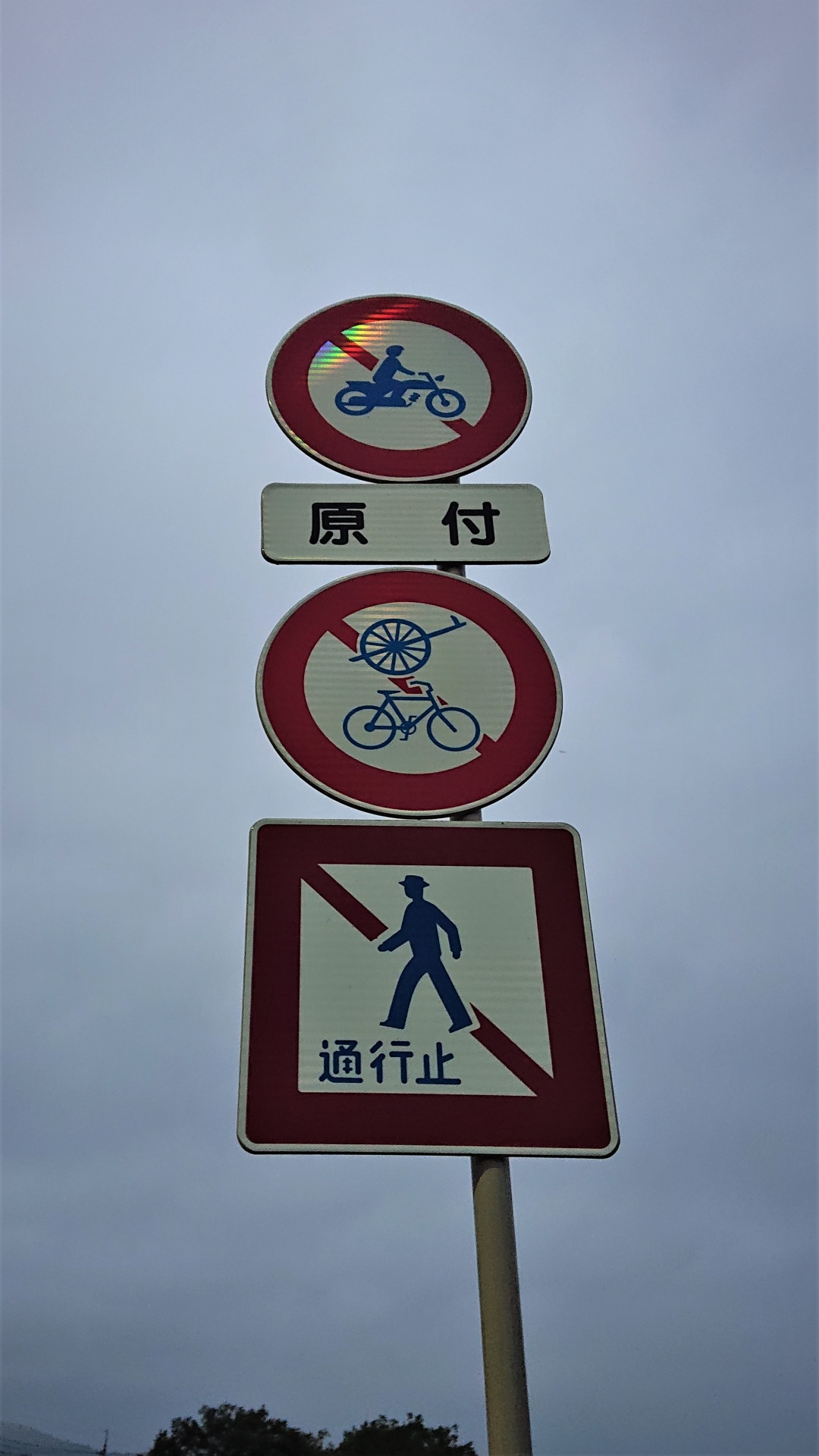
上信自動車道の流入規制標識

### 渋川西バイパス
起点から渋川市入沢までの3.2 km(市役所通り)は現道拡幅・活用区間。2025年（令和7年）度全線開通予定。
- 国道17号渋川西バイパス（国直轄）
- 起点：群馬県渋川市中村(上信道指定区間の起点・関越道渋川伊香保IC)
- 終点：群馬県渋川市金井
- 延長：5.0 km
- 規格：第3種第2級
- 車線数：4車線
- 設計速度：60 km/h

### 金井バイパス
金井IC - 群馬県道35号渋川東吾妻線交差部間。2020年（令和2年）6月7日開通。
- 国道353号金井バイパス
- 起点：渋川市金井
- 終点：渋川市金井小字南牧
- 延長：1 km
- 規格：第3種第2級
- 車線数：2車線
- 設計速度：60 km/h

### 川島バイパス
群馬県道35号渋川東吾妻線交差部 - 大輪川橋梁間。2020年（令和2年）6月7日開通
- 国道353号川島バイパス
- 起点：渋川市金井小字南牧
- 終点：渋川市川島小字上の山
- 延長：約2 km
- 規格：第3種第2級
- 車線数：2車線
- 設計速度：60 km/h

### 祖母島〜箱島バイパス
大輪川橋梁 - 箱島IC間。2020年（令和2年）6月7日開通。
- 国道353号祖母島〜箱島バイパス
- 起点：渋川市川島小字上の山
- 終点：東吾妻町箱島(箱島IC)
- 延長：約4 km
- 規格：第3種第2級
- 車線数：2車線
- 設計速度：60 km/h

### 吾妻東バイパス2期
箱島IC - 植栗・中之条IC間。2029年（令和11年）度開通予定。
- 国道353号吾妻東バイパス2期
- 起点：東吾妻町箱島(箱島IC)
- 終点：東吾妻町植栗(植栗・中之条IC)
- 延長：約7 km
- 規格：第3種第2級
- 車線数：2車線
- 設計速度：60 km/h

### 吾妻東バイパス
植栗・中之条IC - 厚田IC間。2029年（令和11年）度開通予定。
- 国道145号吾妻東バイパス
- 起点：東吾妻町植栗(植栗・中之条IC)
- 終点：東吾妻町厚田(厚田IC)
- 延長：約6 km
- 規格：第3種第2級
- 車線数：2車線
- 設計速度：60 km/h

### 吾妻西バイパス
厚田IC - 吾妻渓谷入口交差点間。2024年（令和6年）3月20日開通。
- 国道145号吾妻西バイパス
- 起点：東吾妻町厚田(厚田IC)
- 終点：東吾妻町松谷(吾妻渓谷入口交差点)
- 延長：約7 km
- 規格：第3種第2級
- 車線数：2車線
- 設計速度：60 km/h

### 八ッ場バイパス
吾妻渓谷入口交差点 - 久々戸交差点間。開通済。
- 国道145号八ッ場バイパス
- 起点：東吾妻町松谷(吾妻渓谷入口交差点)
- 終点：長野原町久々戸(久々戸交差点)
- 延長：9.4 km
- 規格：第3種第1級
- 車線数：4車線(暫定2車線)
- 設計速度：80km/h(一部60 km/h)

### 長野原バイパス
久々戸交差点 - 与喜屋JCT（仮称）間。現道活用区間（残り約0.4 kmは上信自動車道区間外）。
- 国道145号長野原バイパス
- 起点：長野原町久々戸(久々戸交差点)
- 終点：長野原町与喜屋(与喜屋JCT(仮称))
- 延長：2.9 km
- 規格：第3種第2級
- 車線数：2車線
- 設計速度：60 km/h

### 長野原嬬恋バイパス
与喜屋JCT（仮称） - 鎌原IC（仮称）間。長野原BPの途中から分岐して、村道三原鎌原線まで。2029年（令和11年）度開通予定。
- 国道144号長野原嬬恋バイパス
- 起点：長野原町与喜屋
- 終点：嬬恋村鎌原
- 延長：8 km
- 規格：第3種第3級
- 車線数：2車線
- 設計速度：60 km/h

### 嬬恋バイパス
村道三原鎌原線から田代湖付近まで。2025年（令和7年）4月に事業化が決定した。
- 嬬恋バイパス
- 起点：嬬恋村大字鎌原[9]
- 終点：嬬恋村田代[10]
- 延長：約11 km
- 規格：不明
- 車線数：不明
- 設計速度：不明

### 残区間
調査中。田代湖付近から県境を経由し終点まで。
- 起点：嬬恋村田代
- 終点：長野県上田市付近
- 延長：約20km
- 規格：不明
- 車線数：不明
- 設計速度：不明

## インターチェンジなど
事業中区間は渋川西バイパス事業再評価資料・全体概略図・上信自動車道ニュース長野原・嬬恋版第2号、既開通区間は地図情報を元にそれぞれ作成。BPはバイパスの略。
- 背景色が■である部分については施設が供用されていない、または完成していないことを示す。
- 接続路線名に特記のないものは市町村道。
- 英略字は以下の項目を示す。
IC : インターチェンジ、JCT : ジャンクション

| 施設名                                        | 接続路線名                                         | 起点からの距離 (km) | 備考                                            | 所在地 | 所在地 | 所在地   |
| --------------------------------------------- | -------------------------------------------------- | ------------------- | ----------------------------------------------- | ------ | ------ | -------- |
| 中村交差点                                    | 国道17号                                           | 0.0                 | E17 関越自動車道 渋川伊香保ICより北におよそ400m | 群馬県 | 渋川市 | 渋川市   |
| 藤の木東交差点                                | 群馬県道35号渋川東吾妻線 市役所通り                |                     |                                                 | 群馬県 | 渋川市 | 渋川市   |
| 交差点                                        | 市役所通り                                         | 3.2                 |                                                 | 群馬県 | 渋川市 | 渋川市   |
| この間2025年（令和7年）度開通予定             |                                                    |                     |                                                 | 群馬県 | 渋川市 | 渋川市   |
| 金井IC                                        | 群馬県道35号渋川東吾妻線                           | 5.0                 |                                                 | 群馬県 | 渋川市 | 渋川市   |
| 川島・高山IC                                  | 群馬県道36号渋川下新田線                           |                     |                                                 | 群馬県 | 渋川市 | 渋川市   |
| 岡崎IC                                        | 群馬県道35号渋川東吾妻線 群馬県道155号伊香保村上線 |                     |                                                 | 群馬県 | 吾妻郡 | 東吾妻町 |
| 箱島IC                                        | 群馬県道35号渋川東吾妻線                           | 12.2                |                                                 | 群馬県 | 吾妻郡 | 東吾妻町 |
| 新巻IC                                        |                                                    |                     | 2027年（令和9年）度開通予定                     | 群馬県 | 吾妻郡 | 東吾妻町 |
| 植栗・中之条IC                                | 群馬県道232号植栗伊勢線                            |                     | 2026年（令和8年）度開通予定                     | 群馬県 | 吾妻郡 | 東吾妻町 |
| 川戸・原町IC                                  |                                                    |                     | 2026年（令和8年）度開通予定                     | 群馬県 | 吾妻郡 | 東吾妻町 |
| 厚田IC                                        | 群馬県道237号郷原停車場線                          |                     |                                                 | 群馬県 | 吾妻郡 | 東吾妻町 |
| 岩下交差点                                    | 群馬県道375号林岩下線                              |                     |                                                 | 群馬県 | 吾妻郡 | 東吾妻町 |
| 松谷東交差点                                  | 国道145号（現道）                                  |                     |                                                 | 群馬県 | 吾妻郡 | 東吾妻町 |
| 吾妻渓谷入口交差点                            | 国道145号（現道）                                  |                     |                                                 | 群馬県 | 吾妻郡 | 東吾妻町 |
| 雁ヶ沢ランプ                                  | 国道145号（現道）                                  |                     |                                                 | 群馬県 | 吾妻郡 | 東吾妻町 |
| 川原畑交差点                                  | 群馬県道377号川原畑大戸線                          |                     | 立体交差                                        | 群馬県 | 吾妻郡 | 長野原町 |
| 林交差点                                      | 群馬県道375号林岩下線 群馬県道376号林長野原線      |                     | 立体交差                                        | 群馬県 | 吾妻郡 | 長野原町 |
| 名称不明の交差点                              | 国道406号                                          |                     |                                                 | 群馬県 | 吾妻郡 | 長野原町 |
| 久々戸交差点                                  | 群馬県道378号長野原草津口停車場線                  |                     |                                                 | 群馬県 | 吾妻郡 | 長野原町 |
| 与喜屋JCT（仮称）                             | 国道145号長野原バイパス                            |                     | 2029年（令和11年）度開通予定                    | 群馬県 | 吾妻郡 | 長野原町 |
| 古森IC（仮称）                                |                                                    |                     | 2029年（令和11年）度開通予定                    | 群馬県 | 吾妻郡 | 長野原町 |
| 袋倉IC（仮称）                                |                                                    |                     | 2029年（令和11年）度開通予定                    | 群馬県 | 吾妻郡 | 嬬恋村   |
| 芦生田IC（仮称）                              | 群馬県道241号嬬恋応桑線                            |                     | 2029年（令和11年）度開通予定                    | 群馬県 | 吾妻郡 | 嬬恋村   |
| 鎌原IC（仮称）                                |                                                    |                     | 2029年（令和11年）度開通予定                    | 群馬県 | 吾妻郡 | 嬬恋村   |
| E18 上信越自動車道 東部湯の丸IC付近まで調査中 |                                                    |                     |                                                 | 群馬県 | 吾妻郡 | 嬬恋村   |
| 長野県                                        | 東御市                                             | 東御市              |                                                 |        |        |          |